# Emblema nacional de Corea del Sur
El emblema nacional de la República de Corea (en hangul, 대한민국의 국장; en hanja, 大韓民國의 國章), también conocido oficialmente como Naramunjang (en hangul, 나라문장; en hanja, 나라紋章, tdl. ‘emblema estatal’), consiste en el símbolo taegeuk presente en la bandera nacional de Corea del Sur rodeado de cinco pétalos estilizados y una cinta con la inscripción del nombre oficial coreano del país (Daehan Minguk), en caracteres coreanos. El Taegeuk representa la paz y la armonía. Los cinco pétalos tienen un significado y están relacionados con la flor nacional de Corea del Sur, el Hibiscus syriacus, o Rosa de Sarón (en coreano: 무궁화; hanja: 無窮花, mugunghwa).
El emblema fue anunciado el 10 de diciembre de 1963. Los símbolos de la flor y el taegeuk son generalmente considerados por los surcoreanos como un símbolo de la "etnia coreana" (en coreano: 한민족).

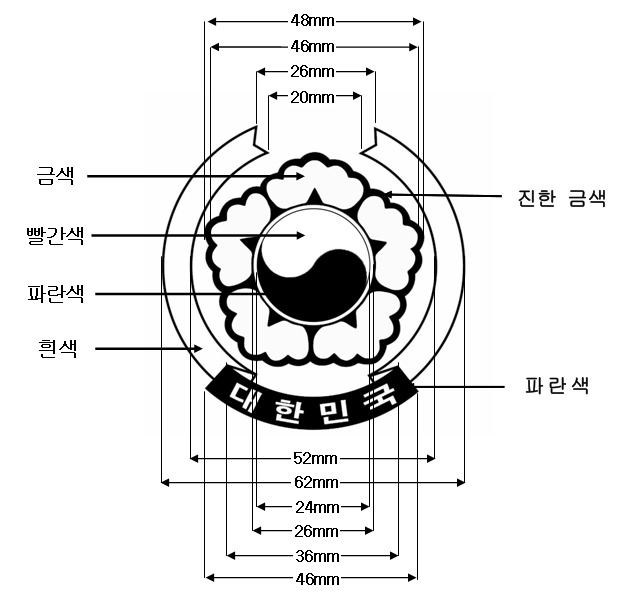
Especificaciones de construcción del escudo.

## Escudos históricos

Sello Imperial del Imperio de Corea (c. 1903 )
Emblema Imperial del Imperio de Corea (c. 1903 )
Emblema del Gobierno provisional de la República de Corea (1919-1948)
Sello del Gobierno militar del Ejército de los Estados Unidos en Corea (1945-1948)
Emblema de la República Popular de Corea (1945-1946)
Emblema de la Primera República de Corea del Sur y Segunda República de Corea del Sur (1948-1963)
Emblema de la Segunda República de Corea del Sur, Tercera República de Corea del Sur y Cuarta República de Corea del Sur (1963-1984)
Emblema de la Cuarta República de Corea del Sur (1984-1997)
Emblema de la Quinta República de Corea del Sur (1997-2016)
Emblema de la Sexta República de Corea del Sur (2016-presente)

## Otros emblemas

### Ejecutivo

Emblema del Gobierno Nacional (1949-2016)
Emblema del Gobierno de la República de Corea
Sello del Presidente, con dos fénix uno frente al otro sobre una rosa de Sarón
Emblema del Primer Ministro de la República de Corea. Hibisco encerrado por otro.

### Legislativo

Emblema de la Asamblea Nacional (1948-2014)
Emblema de la Asamblea Nacional: La palabra "국회", que significa 'Asamblea Nacional' (gukhoe / 國會 en Hanja) aparece en caracteres coreanos en el centro de una rosa de Sarón

### Judicial

Emblema de la Corte Surcoreana
Emblema del Tribunal Constitucional de Corea (1988-2017)
Emblema del Tribunal Constitucional de Corea (2017-hasta la actualidad)